# Oleksandra Nikolayenko
Oleksandra Nikolayenko-Ruffin (en ukrainien : Олександра Ніколаєнко ; née le 3 juillet 1981 à Budapest, Hongrie) est une mannequin et actrice ukrainienne.

## Éducation
Elle étudie à l'Académie nationale de droit d'Odessa et travaille pour l'agence de mannequins Savrox à Odessa. Elle participe activement à des projets caritatifs. Elle parle l'ukrainien, le russe et l'anglais.

## Concours et récompenses
Elle représente l'Ukraine à Miss Monde 2001 et rentre dans le top 10. En 2004, elle gagne Miss Univers Ukraine et représente l'Ukraine à Miss Univers 2004 en Équateur. Elle participe au jury de la finale de Miss Univers 2005 en Thaïlande.

## La vie après les concours
Donald J. Trump a présenté Phil Ruffin, alors âgé de 72 ans, à Oleksandra Nikolayenko – comme Melania Trump, une ancienne mannequin beaucoup plus jeune. Le couple s'est marié en 2008 à Mar-a-Lago, le club privé de Donald Trump à Palm Beach, en Floride, avec le futur président américain comme témoin.
Ils ont deux enfants : Richard William Ruffin (né en avril 2010) et sa fille Malena (née en 2013). Elle est actuellement directrice nationale de Miss Ukraine Univers.